# Glenn Otto Park
Glenn Otto Community Park es un parque de 6,38 ha ubicado en Troutdale, Oregón.  Es el parque más utilizado en el sistema de parques Troutdale.    El parque está situado al lado del río Columbia a lo largo del Sandy River y Beaver Creek . Se debe tener precaución al nadar a lo largo del río, como se han producido varios ahogamientos. Organización Una comunidad se asoció posteriormente con la ciudad para proporcionar servicios de salvavidas.
El parque llamado fue cambiado de Troutdale Community Park a Glenn Otto Parque en 1995 se hizo en honor del exfuncionario público. después de un exalcalde de Troutdale , Glenn Otto